# سده ۲۶ (میلادی)
سده ۲۶ میلادی بیست و ششمین سده پس از میلاد در گاه‌شماری میلادی است که از ۱ ژانویه ۲۵۰۱ شروع شده و در ۳۱ دسامبر ۲۶۰۰ پایان می‌یابد.

## رخدادهای نجومی
- ۷ آوریل ۲۵۱۵: در ساعت ۱۰:۳۷ به وقت هماهنگ جهانی سیارهٔ بهرام، نپتون را می‌پوشاند.
- ۲۵ ژانویه ۲۵۱۸: در ساعت ۲۲:۴۱ هماهنگ جهانی، سیارهٔ ناهید، کیوان را می‌پوشاند.
- ۲۵ ژوئن ۲۵۲۲: در ساعت ۰۹:۰۴ هماهنگ جهانی، خورشید گرفتگی کلی به مدت ۷ دقیقه و ۱۲ ثانیه رخ می‌دهد.
- ۲۵۶۲: اولین گردش اریس در مدار ۵۵۷ سالهٔ خود به دور خورشید پایان می‌یابد. این تاریخ از سال کشف اریس در ۵ ژانویه ۲۰۰۵ محاسبه شده است.
- ۲۵۹۹: مقارنه سه‌گانهٔ بهرام و برجیس با ماه
- ۵ مه ۲۶۰۰: اولین گرفت کلی خورشید که پس از گرفت سال ۲۱۵۱ در لندن قابل مشاهده است.

### فهرست گرفت‌های کلی خورشید
- ۱۴ ژوئن ۲۵۰۴: خورشید گرفتگی کلی به مدت ۷ دقیقه و ۱۰ ثانیه
- ۲۵ ژوئن ۲۵۲۲: خورشید گرفتگی کلی به مدت ۷ دقیقه و ۱۲ ثانیه
- ۵ جولای ۲۵۴۰: خورشید گرفتگی کلی به مدت ۷ دقیقه و ۴ ثانیه
- ۱۷ جولای ۲۵۵۸: خورشید گرفتگی کلی به مدت ۶ دقیقه و ۴۳ ثانیه
- ۶ اوت ۲۵۶۷: خورشید گرفتگی کلی به مدت ۶ دقیقه و ۲۶ ثانیه
- ۱۶ اوت ۲۵۸۵: خورشید گرفتگی کلی به مدت ۶ دقیقه و ۱۶ ثانیه